# Oscarinus floridanus
Oscarinus floridanus är en skalbaggsart som beskrevs av Robinson 1947. Oscarinus floridanus ingår i släktet Oscarinus och familjen Aphodiidae. Inga underarter finns listade i Catalogue of Life.